# 마다가스카르날여우박쥐
마다가스카르날여우박쥐 또는 마다가스카르과일박쥐(Pteropus rufus)는 큰박쥐과에 속하는 박쥐의 일종이다. 마다가스카르섬의 토착종이다. 자연 서식지는 아열대 또는 열대 기후 지역의 습윤 저지대 숲이다. 서식지 감소로 멸종 위협을 받고 있다. 무화과나무와 기타 과일, 꽃 그리고 잎을 먹는다.

## 특징
마다가스카르섬에서 가장 큰 박쥐로 몸길이는 23.5~27cm, 날개 폭은 100~125cm, 몸무게는 500~750g이다.

## 생태
마다가스카르날여우박쥐는 낮 시간 동안 큰 나무에서 최대 1000마리까지 집단을 형성하여 둥지 생활을 하지만, 보통 400마리 정도이다. 시끄럽고 쉽게 교란되며, 둥지에서 일어나면 전체 집단이 다른 둥지로 이동할 수 있다. 대부분의 둥지는 악화된 지역의 격리된 나무 안에 있다. 먹이는 주로 입에서 과일을 으깨서 짠 과즙으로 이루어져 있다. 이 과정에서 많은 씨앗을 삼키고, 박쥐의 내장을 통과하여 다른 장소에 퍼뜨린다. 나뭇잎과 꽃 그리고 꽃꿀을 포함한 다른 나무를 먹기도 한다.
양목면 꽃에서 발견되기도 하며, 이 과정에서 수분(가루받이)을 하는 것으로 추정된다.

## 분포
마다가스카르날여우박쥐는 마다가스카르에서 가장 흔한 박쥐의 하나로 중앙고원 지역을 제외한 섬의 모든 지역에서 발견된다.

## 보전 상태
IUCN 적색 목록은 마다가스카르날여우박쥐를 "취약종"으로 분류했다. 개체수가 감소하고 있으며, 직면한 가장 큰 위협은 부시미트를 위한 사냥이다. 마다가스카르 법에서 5월과 8월 사이에만 사냥이 허용된다. 둥지와 먹이를 구하는 나무가 사냥 표적이 되며, 많은 지역에서 채취는 지속불가능한 것으로 간주되고 있다. 생계용과 상업용으로도 채취되고 있다. 그 밖에도 경작지로 전환되는 삼림때문에 서식지 감소로 위협을 받고 있다. 이 박쥐는 아주 일부 보호 지역에서만 존재하며, 사냥으로부터 보호받을 수 있어야 한다.